# Sega 3D Classics Collection
Sega 3D Classics Collection (Sega 3D Fukkoku Archives) est une compilation de jeux vidéo développée par M2 et éditée par Sega, sorti en 2015 sur Nintendo 3DS.

## Liste des titres
| Title                                 | Version                         |
| ------------------------------------- | ------------------------------- |
| Altered Beast                         | Mega Drive                      |
| Fantasy Zone II: The Tears of Opa-Opa | Master System                   |
| Fantasy Zone II W                     | Borne d'arcade (remake de 2008) |
| Fantasy Zone                          | Master System                   |
| Galaxy Force II                       | Borne d'arcade                  |
| Maze Hunter 3-D                       | Master System                   |
| Power Drift                           | Borne d'arcade                  |
| Puyo Puyo 2                           | Borne d'arcade                  |
| Sonic the Hedgehog                    | Mega Drive                      |
| Thunder Blade                         | Borne d'arcade                  |

1. ↑  Jeu caché à débloquer : dans le menu "Extras", toucher le coin en bas à gauche de l'écran.

## Accueil
- Jeuxvideo.com : 14/20[1]

## Compilations japonaises
Sega 3D Classics Collection est la deuxième compilation d'une collection.

### Sega 3D Fukkoku Archives
Sega 3D Fukkoku Archives est sortie le 18 décembre 2014 au Japon. Elle intègre :
| Title                                   | Version        |
| --------------------------------------- | -------------- |
| Ecco the Dolphin                        | Mega Drive     |
| Fantasy Zone: Opa-Opa Brothers          | Borne d'arcade |
| Out Run                                 | Borne d'arcade |
| Out Run 3-D                             | Master System  |
| Shinobi III: Return of the Ninja Master | Mega Drive     |
| Space Harrier                           | Borne d'arcade |
| Space Harrier 3-D                       | Master System  |
| Streets of Rage                         | Mega Drive     |

Une compilation des volumes 1 et 2 de la série est sortie au Japon le 23 décembre 2015.

### Sega 3D Fukkoku Archives 3: Final Stage
Sega 3D Fukkoku Archives 3: Final Stage est sortie le 22 décembre 2016 au Japon. Elle intègre :
| Title                | Version        |
| -------------------- | -------------- |
| After Burner II      | Borne d'arcade |
| Alien Syndrome       | Borne d'arcade |
| Champion Boxing      | SG-1000        |
| Columns              | Mega Drive     |
| Girl's Garden        | SG-1000        |
| Gunstar Heroes       | Mega Drive     |
| Sonic the Hedgehog 2 | Mega Drive     |
| Streets of Rage II   | Mega Drive     |
| Super Hang-On        | Borne d'arcade |
| Thunder Force III    | Mega Drive     |
| Turbo OutRun         | Borne d'arcade |